# 阿布德羅斯
阿布德羅斯是希臘神話中的一個人物。他是赫耳墨斯之子，英雄赫拉克勒斯的同伴與戀人。
阿布德羅斯於赫拉克勒斯的第八項試煉中登場。這次赫拉克勒斯受命捕捉色雷斯國王狄俄墨得斯的四隻牝馬。赫拉克勒斯把牝馬暫時交給阿布德羅斯看管，便前去討伐狄俄墨得斯；然而當赫拉克勒斯回來時，發現牝馬們竟然分食了阿布德羅斯。憤怒的赫拉克勒斯把狄俄墨得斯活生生餵給這些兇殘的牝馬，然後在阿布德羅斯死去的地點建立了一座城市，以他命名為阿布德拉。